# Konrad Rapp (Missionar)
Konrad Rapp OSB (* 7. Januar 1896 als Friedrich Rapp in Elzach, Bezirksamt Waldkirch; † 5. Juni 1932 in der Provinz Jilin, Mandschurei) war ein deutscher Ordensgeistlicher, Missionar und Märtyrer.

## Leben
Friedrich Rapp, Sohn eines Bürgermeisters, besuchte das Berthold-Gymnasium Freiburg im Breisgau und machte 1915 Abitur. Am 17. November 1915 trat er in die Benediktinerkongregation von St. Ottilien ein und begann das Noviziat unter dem Ordensnamen Konrad. Er wurde zum Kriegsdienst eingezogen und kam bis August 1919 in englische Gefangenschaft. Im Oktober 1919 begann er ein zweites Mal das Noviziat und legte am 7. Oktober 1920 die zeitlichen Ordensgelübde ab. Dann studierte er Philosophie an der Ordenshochschule Päpstliches Athenaeum Sant’Anselmo und Theologie an der Universität München. Am 7. Oktober 1923 legte er die Ewige Profess ab. Am 19. Juni 1925 wurde er in München zum Priester geweiht. Am 27. September 1925 reiste er nach Seoul und bereitete sich dort auf den Einsatz in der Yenki-Mission in der Mandschurei vor, der im Juli 1926 begann. Er wirkte an verschiedenen Stellen auf dem Land sowie als Stationsoberer in der Stadt Ryonjong. Am 5. Juni 1932 wurde er auf einer Missionsreise von japanischen Soldaten erschossen.

## Gedenken
Die Römisch-katholische Kirche in Deutschland hat Pater Konrad Rapp als Märtyrer in das deutsche Martyrologium des 20. Jahrhunderts aufgenommen.